# 山田忠三郎

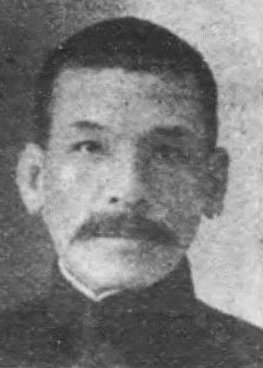
山田忠三郎

山田 忠三郎（やまだ たださぶろう、1857年9月23日（安政4年8月6日） - 1916年（大正5年）8月3日）は、明治、大正時代の陸軍軍人。最終階級は陸軍中将正三位勲二等功三級。

## 生涯
岩清水八幡宮に仕える士族で、歌人の山田直躬の三男として、山城国綴喜郡八幡（現在の京都府八幡市橋本）にて生まれる。弟に建築家の山田七五郎がいる。
1878年（明治11年）12月、陸軍士官学校（旧2期）を卒業。翌年2月、歩兵少尉任官。
1902年（明治35年）5月、歩兵第11連隊長に就任し、同年11月、歩兵大佐に昇進。1903年（明治36年）7月、近衛歩兵第1連隊に転じ日露戦争に出征。遼陽会戦直前の1904年（明治37年）8月17日、第3師団参謀長に転じ、遼陽、沙河会戦、奉天会戦などに参戦。1905年（明治38年）7月、陸軍少将に進級し鴨緑江軍隷下の歩兵第10旅団長となる。
日露戦争からの凱旋後、1906年（明治36年）4月1日には、功三級金鵄勲章を授けられた。1907年（明治40年）1月28日、陸軍戸山学校長(軍楽戦略を担当)に着任し、1909年（明治42年）11月30日、陸軍省人事局長に異動。1912年（明治45年）4月12日退任。この頃勲二等に叙せられた。同年4月、陸軍中将に進み第14師団（宇都宮）長に親補された。師団長に在任時、大正天皇が那須御用邸に行幸されると、乗馬の御相手となった。1916年（大正5年）1月に待命となった。
病により、同年8月3日薨去。この訃報が宮中にまで届くと、勅使が山田中将の渋谷の私邸に遣わされ、特旨をもって正三位となった。この時、渋谷駅から沿道まで多数の弔問を受けた。墓所は渋谷区東に所在する臨済宗妙心寺派の吸江寺。戒名は本彰院殿徳美法忠日功大居士。

## 家族
- 妻 : はる子 1975年2月9日没 享年93歳。戒名は榮壽院殿春室貞賢大姉。
- 長男 : 虎雄 2002年5月6日没 享年88歳。戒名は英昭院文教虎心大居士。
- 長女 : 壽恵子

## 栄典・授章・授賞
位階
- 1903年（明治36年）2月20日 - 従五位[7]
- 1905年（明治38年）9月6日 - 正五位[8]
- 1910年（明治43年）9月30日 - 従四位[9]
- 1915年（大正4年）12月10日 - 従三位[10]
- 1916年（大正5年）8月3日 - 正三位[11]

勲章等
- 1896年（明治29年）11月25日 - 勲五等瑞宝章[12]
- 1903年（明治36年）5月16日 - 勲四等瑞宝章[13]
- 1906年（明治39年）4月1日 - 功三級金鵄勲章、勲三等旭日中綬章、明治三十七八年従軍記章[14]
- 1915年（大正4年）11月10日 - 大礼記念章[15]